# Prusia (región)

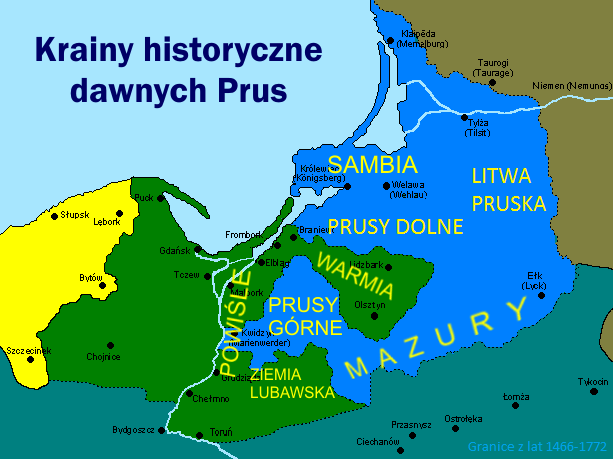
Mapa de regiones y tierras históricas en Prusia (en polaco)

Prusia (en antiguo prusiano: Prūsa; en alemán: Preußen; en lituano: Prūsija; en polaco: Prusy; en ruso: Пруссия) es una región histórica europea, que se extiende desde el golfo de Gdańsk hasta el final del istmo de Curlandia en la costa suroriental del Mar Báltico, y hacia el interior hasta Masuria. El territorio y sus habitantes fueron descritos por Tácito en su Germania en el año 98, donde suevos, godos y otros pueblos germánicos vivían en ambas orillas del Vistula  lindando con los aesti (más al este). Aproximadamente 800 a 900 años después los Aesti son llamados Prusianos, que a partir de 997 se defienden repetidamente contra los intentos de conquista del recién creado ducado de los Polanos. El territorio de los prusianos y sus vecinos curonios y livonios se unificó políticamente en los años 1230 bajo el Estado de la Orden teutónica. Prusia fue dividida entre 1466 y 1772, quedando Prusia occidental bajo la protección de la Corona de Polonia y Prusia oriental como feudo polaco–lituano hasta 1660. La unidad de ambas partes de Prusia se preservó al mantener sus fronteras, ciudadanía y autonomía hasta que ambas Prusias fueron reunificadas bajo el Reino de Prusia alemán (que a pesar del nombre tenía su capital en Berlín, Brandeburgo). Es famoso por sus muchos lagos, así como por sus bosques y colinas. Desde la conquista militar del área por el Ejército soviético en 1945 y la expulsión de los habitantes germano parlantes, fue dividido entre el norte de Polonia (la mayoría del Voivodato de Varmia y Masuria), el Óblast de Kaliningrado, en Rusia y el suroeste de Lituania (territorio de Memel). El antiguo reino alemán y posterior estado Prusia (1701–1947) tomó su nombre de la región.

## Prehistoria e historia antigua
El área fue poblada por los portadores de la cultura de la cerámica cordada en el 4.º milenio a. C., que hablaban un proto indoeuropeo, que en el Báltico se diversificaría en la rama Baltoeslávica que daría lugar a los bálticos como hablantes de lenguas bálticas. Los bálticos comenzarían a separarse entre orientales y occidentales a finales del primer milenio a. C. La región fue habitada por antepasados de los Bálticos Occidentales – Prusianos, Sudovios/Yotvingios, Escalvianos, Nadruvianos, y Curonios mientras que los bálticos orientales se asentaron en lo que ahora es Lituania, Letonia y Bielorrusia.
El explorador griego Piteas (siglo IV a. C.) pudo haberse referido a este territorio como Mentenomon y a sus habitantes como Guttones (vecinos de los Teutones, probablemente refiriéndose a los godos). Un río al este del Vistula fue llamado Guttalus, correspondiendo quizás al Niemes, al Łyna, o al Pregolia. En el año 98 Tácito describió a una de las tribus que habitaban cerca del Báltico (en latín: Mare Suebicum) como Aestiorum gentes y recolectores de ámbar.
Los vikingos comenzaron a penetrar las orillas surorientales del Mar Báltico en los siglos VII y VIII. Los centros de comercio más grandes de los prusianos, como Truso y Kaup, parecen haber absorbido varios pueblos nórdicos. Los prusianos utilizaron el Báltico como ruta comercial, viajando frecuentemente Truso a Birka (en la actual Suecia).
A finales de la Edad Vikinga, los hijos de los reyes daneses Harald Bluetooth y Canuto el Grande lanzaron varias expediciones contra los prusianos. Destruyeron muchas zonas de Prusia, incluyendo Truso y Kaup, pero no consiguieron controlar totalmente la población. La presencia vikinga (varega) en la zona fue «menos que dominante y mucho menos que imperial».
Según una leyenda, transcrita por Simon Grunau, el nombre Prusia deriva de Pruteno (o Bruteno), el principal sacerdote de Prusia y hermano del legendario rey Videvuto, que vivió en el siglo VI. Se dice que las regiones de Prusia y las tribus correspondientes llevan el nombre de los hijos de Widewuto  — por ejemplo, Sudovia recibe el nombre de Sudo, hijo de Widewuto. El territorio fue probablemente identificado como Brus en el mapa del siglo VIII del Geógrafo Bávaro. En neolatín el área recibe el nombre de Borussia y sus habitantes Borussi.
Los antiguos prusianos hablaban varias lenguas; el prusiano antiguo pertenecía a la rama occidental de las lenguas bálticas. El antiguo prusiano y sus dialectos relacionados pudieron ser hablados tan al sureste como Mazovia e incluso Bielorrusia a comienzos de la Edad Media, aunque estas poblaciones probablemente se habrían eslavizado antes del siglo X.

Entretanto, gran parte de la posterior Prusia, al oeste del Vístula y al sur del Osa, han sido habitado por tribus lechitas (polacas y pomeranias).

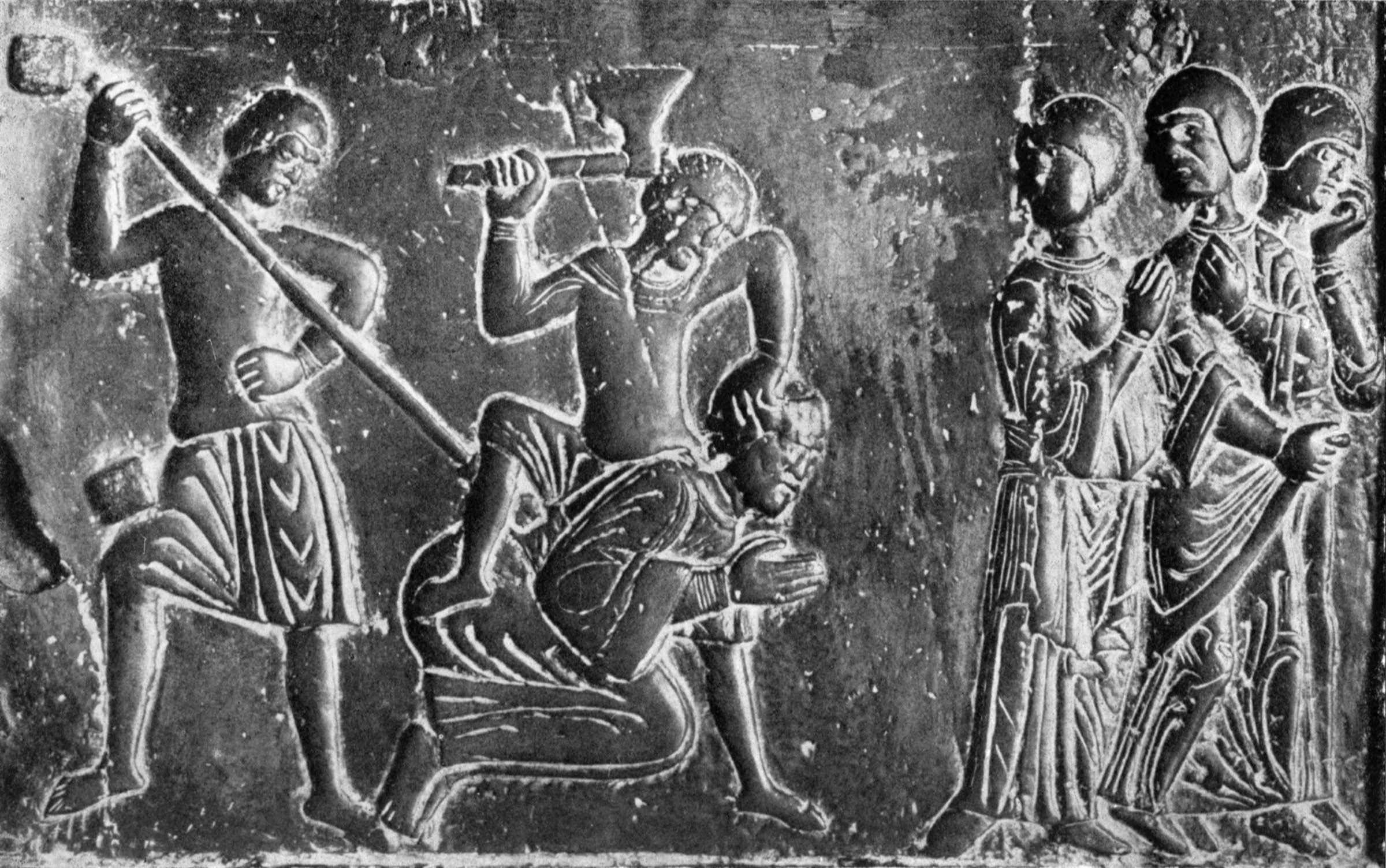
Representación medieval de los prusianos matando a San Adalberto, obispo misionero; parte de las Puertas de Gniezno, c. 1175.
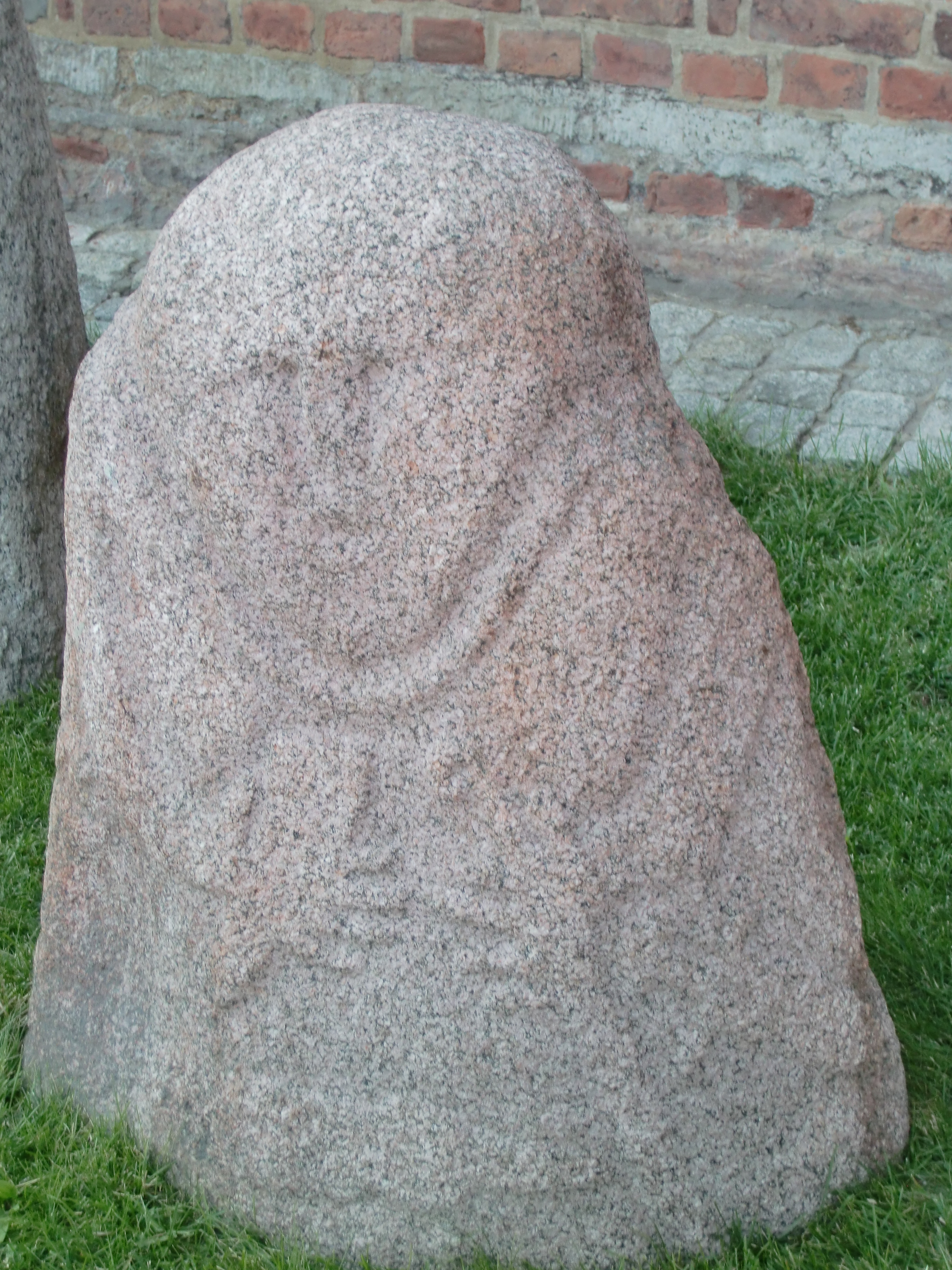
Hag Prusiano – Estatua Prusiana, actualmente en Gdańsk, Polonia
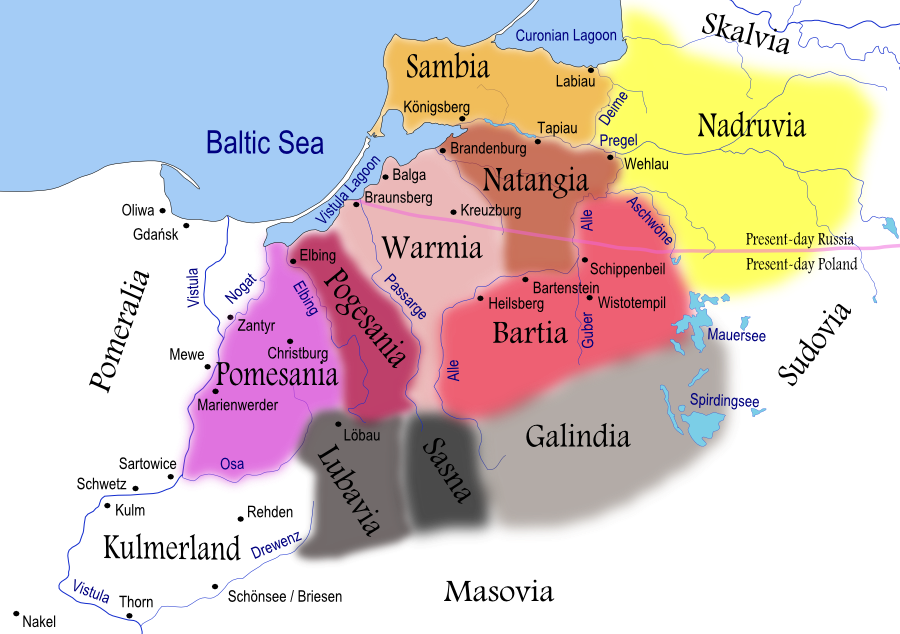
Mapa de las tribus prusianas en el siglo XIII. Las ciudades y castillos indicados fueron construidos por los Caballeros Teutónicos para facilitar la conquista.

## Antiguos prusianos

Tribus prusianas en el contexto de otras tribus bálticas hacia 1200. Los bálticos orientales aparecen en marrón y los occidentales en verde. Las fronteras son aproximadas.

En la primera mitad del siglo XIII, el obispo Cristiano de Prusia escribió la historia de una época muy anterior. Adán de Bremen menciona a los prusianos en 1072.
Después de la cristianización de los eslavos occidentales en el siglo X, apareció el estado de los polanos y se produjeron los primeros intentos de conquistar y bautizar a los pueblos bálticos. Bolesłao I envió a Adalberto de Praga en 997 en una expedición de conquista y cristianización. Adalberto, acompañado de tropas armadas intentó convertir a los prusianos al cristianismo. Fue asesinado por un sacerdote prusiano pagano en 997. En 1015, Bolesłao envió un nuevo ejército que obtuvo algún pequeño éxito, obteniendo tributo de los prusianos en algunas zonas de frontera, pero esta situación no duró. Los gobernantes polacos trataron de invadir el territorio en 1147, 1161–1166, y varias veces a comienzos del siglo XIII. Mientras estas fueron repelidas por los prusianos, estos saquearon frecuentemente la Tierra de Chełmno.
Por esa misma época, Pomerelia pertenecía a la diócesis de Włocławek, mientras que Chełmno pertenecía a la diócesis de Płock.

## Cristianización y caballeros teutónicos
A comienzo del siglo XIII, Conrado de Mazovia convocó Cruzadas e intentó conquistar Prusia durante varios años pero fracasó, por lo que el papa llamó a una nueva cruzada. Finalmente el Duque invitó a los Caballeros teutónicos a luchar los habitantes de Prusia a cambio de un feudo en Kulmerland. Prusia fue conquistada por los Caballeros teutónicos durante la Cruzada Prusiana e incluida en el Estado de la Orden, dando comienzo a la germanización de la zona.
Tras la adquisición de Pomerelia en 1308–1310, el significado del término Prusia se amplió para incluir el área al oeste del Vistula.
La ciudad de Königsberg (actual Kaliningrado) fue fundada en 1255, y se unió a la Liga Hanseática en 1340. Danzig (Gdańsk) la siguió en 1361. A partir de este momento, Prusia se conectó a la red comercial que abarcaba el Mar del norte y el Báltico.
Con la Segunda Paz de Thorn (1466), Prusia fue dividida en oriental y occidental. La parte occidental se convirtió en la provincia de Prusia Real adyacente al Reino de Polonia, mientras la parte oriental del estado monástico pasó a ser un feudo de la Mancomunidad de Polonia-Lituania.

En 1492, una vida de Santa Dorotea de Montau publicada en Marienburg (Malbork) fue la primera publicación impresa en Prusia.

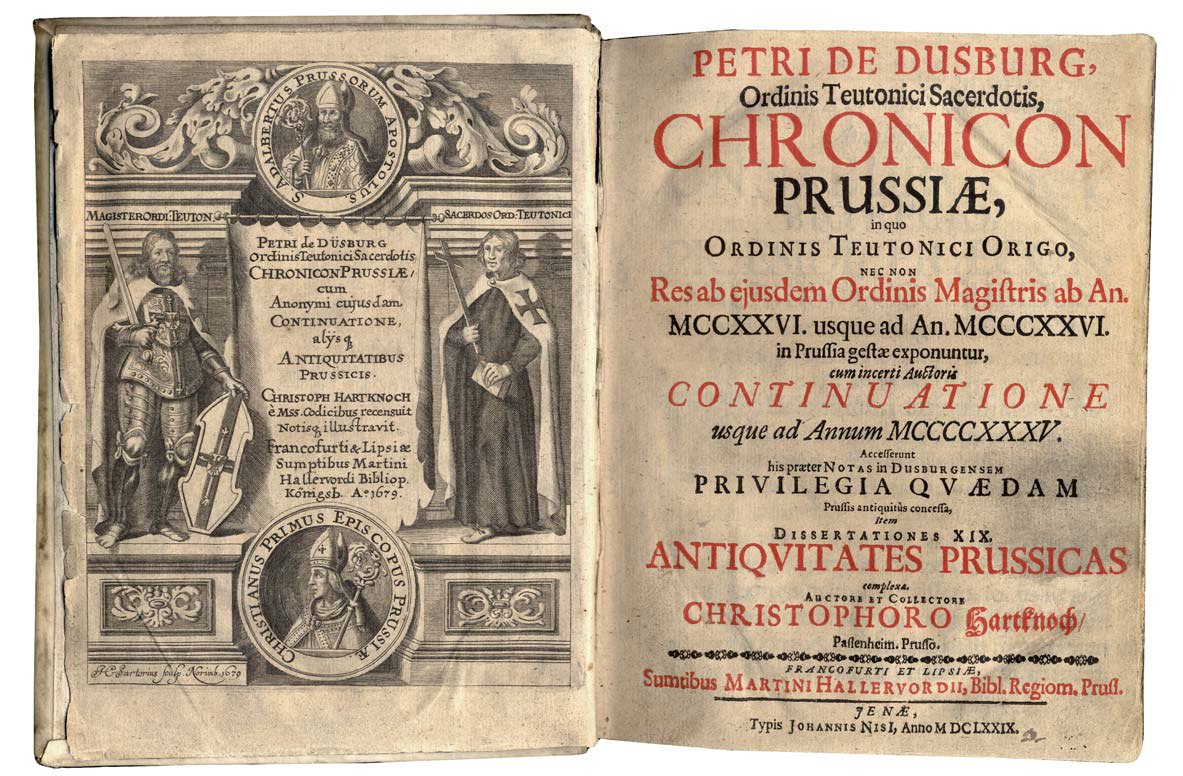
El Chronicon terrae Prussiae es la primera gran crónica de la Orden Teutónica en Prusia
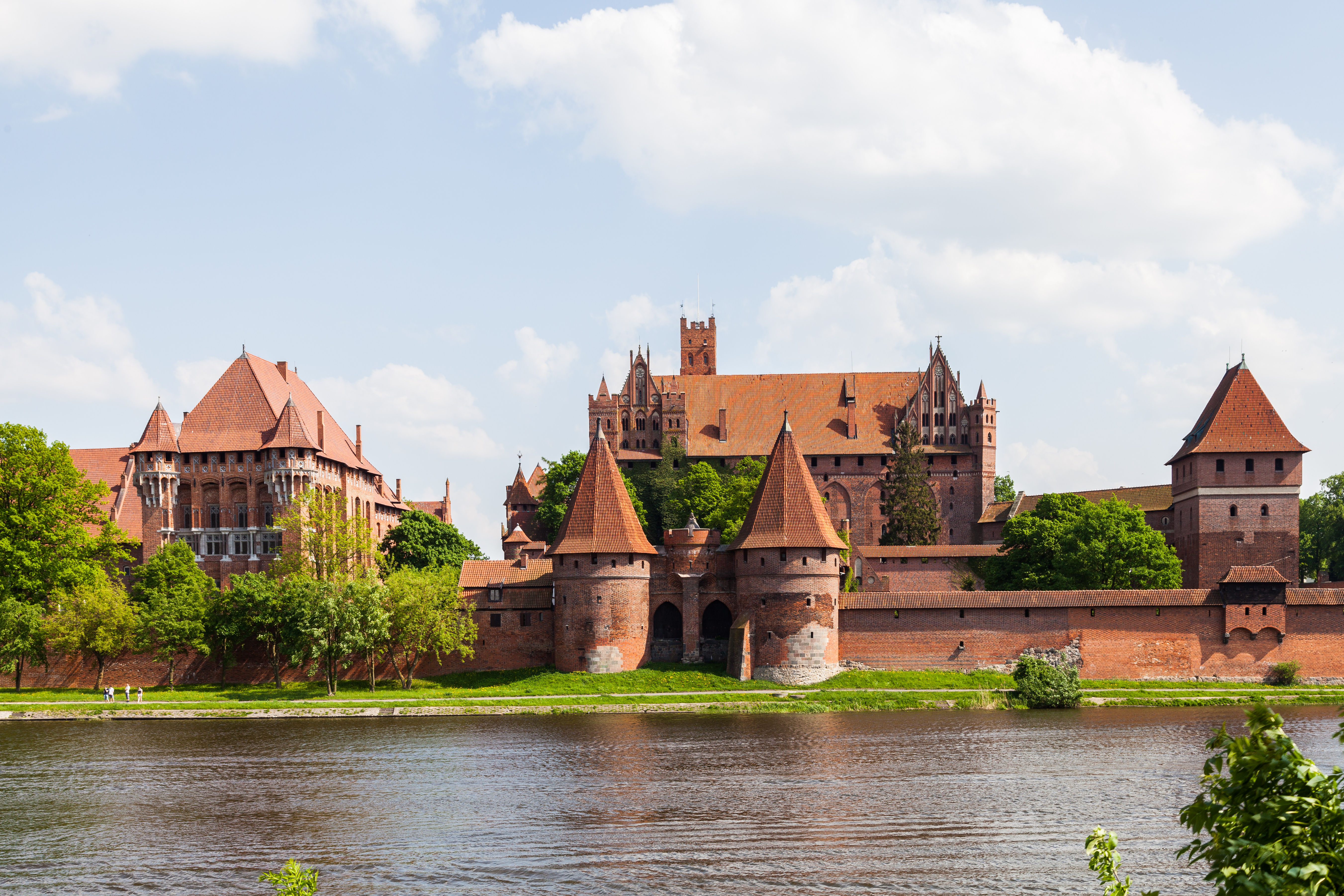
El centro político de Prusia hasta 1466 fue el Castillo de Malbork en la actual Malbork, Polonia
Estado monástico de los Caballeros Teutónicos c. 1260

## Principios de la Edad Moderna
Durante la reforma protestante, se produjeron levantamientos religiosos y conflictos, y en 1525, el último Gran Maestre de los Caballeros teutónicos, Alberto de Brandenburg, miembro de una rama cadete de la Casa de Hohenzollern, adoptó la fe luterana, dimitió de su cargo, y asumió el título de "Duque de Prusia". En un acuerdo parcialmente negociado por Martin Lutero, el Ducado de Prusia se convirtió en el primer estado protestante y en vasallo de Polonia. La capital ducal de Königsberg, ahora Kaliningrado, se convirtió en un centro de conocimiento y enseñanza con el establecimiento de la Universidad Albertina en 1544 para no sólo para la cultura alemana dominante, sino también para las pujantes comunidades polacas y lituanas. Fue en Königsberg donde se publicaron los primeros libros luteranos en polaco, lituano, y Prusiano.
El gobierno de la Prusia ducal pasó a la rama senior de la casa Hohenzollern, por entonces Margraves de Brandeburgo, en 1618, y la soberanía polaca sobre el ducado terminó en 1657 con el Tratado de Wehlau. Al estar situada la Prusia Ducal fuera del Sacro Imperio, Federico I consiguió la elevación del ducado a Reino de Prusia en 1701. Las anteriores tierras ducales fueron conocidas como Prusia Oriental.
En la Prusia Real, una región autónoma bajo el Rey de Polonia-Lituania la lengua oficial era todavía el alemán. Su población era en parte católica polaca (Tierra de Chełmno, Kociewie, Kashubia y Sztum) y en parte protestante y alemana (Thorn/Toruń, Gdańsk/Danzig, el Żuławy Wiślane y Elbląg/Elbing). En Gdańsk vivían aproximadamente 50,000 habitantes, mientras que Cracovia sólo contaba con 20,000. Toruń y Elbląg eran también grandes ciudades, con 10,000 habitantes. Gdańsk y Żuławy Wiślane eran parcialmente holandesas, con calvinistas y menonitas. La cultura lituana florecía en la parte occidental de la región conocida como Lituania Menor, mientras los Kursenieki vivían a lo largo de la costa cerca del istmo de Curonia y el Cordón del Vístula.
La Prusia Real fue anexionada de la República de las Dos Naciones al Reino de Prusia en las Particiones de Polonia del siglo XVIII y administrada dentro de Prusia Occidental.

El prusiano antiguo había prácticamente desaparecido hacia 1700. Sus últimos hablantes murieron posiblemente durante las peste y hambruna que asoló la zona entre 1709 y 1711.

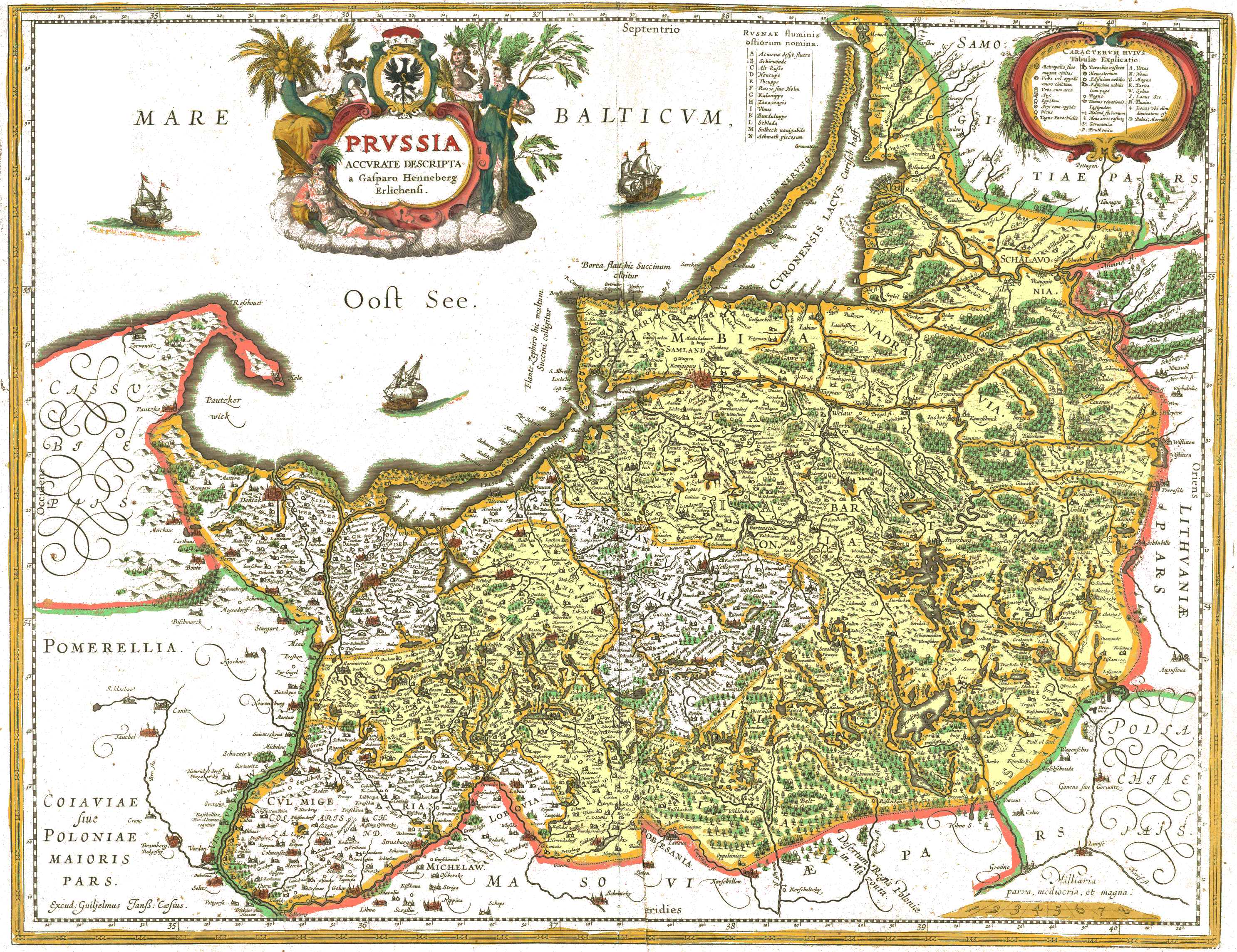
Mapa de Caspar Henneberg, Elbing, 1576: el Ducado de Prusia y Prusia Real originalmente con el mismo color (el color se añadió posteriormente para el ducado)
Prusia después de 1466: gris claro – Ducado de Prusia. En color – Prusia Real con sus voivodatos como provincia de la Mancomunidad Polaco-Lituana
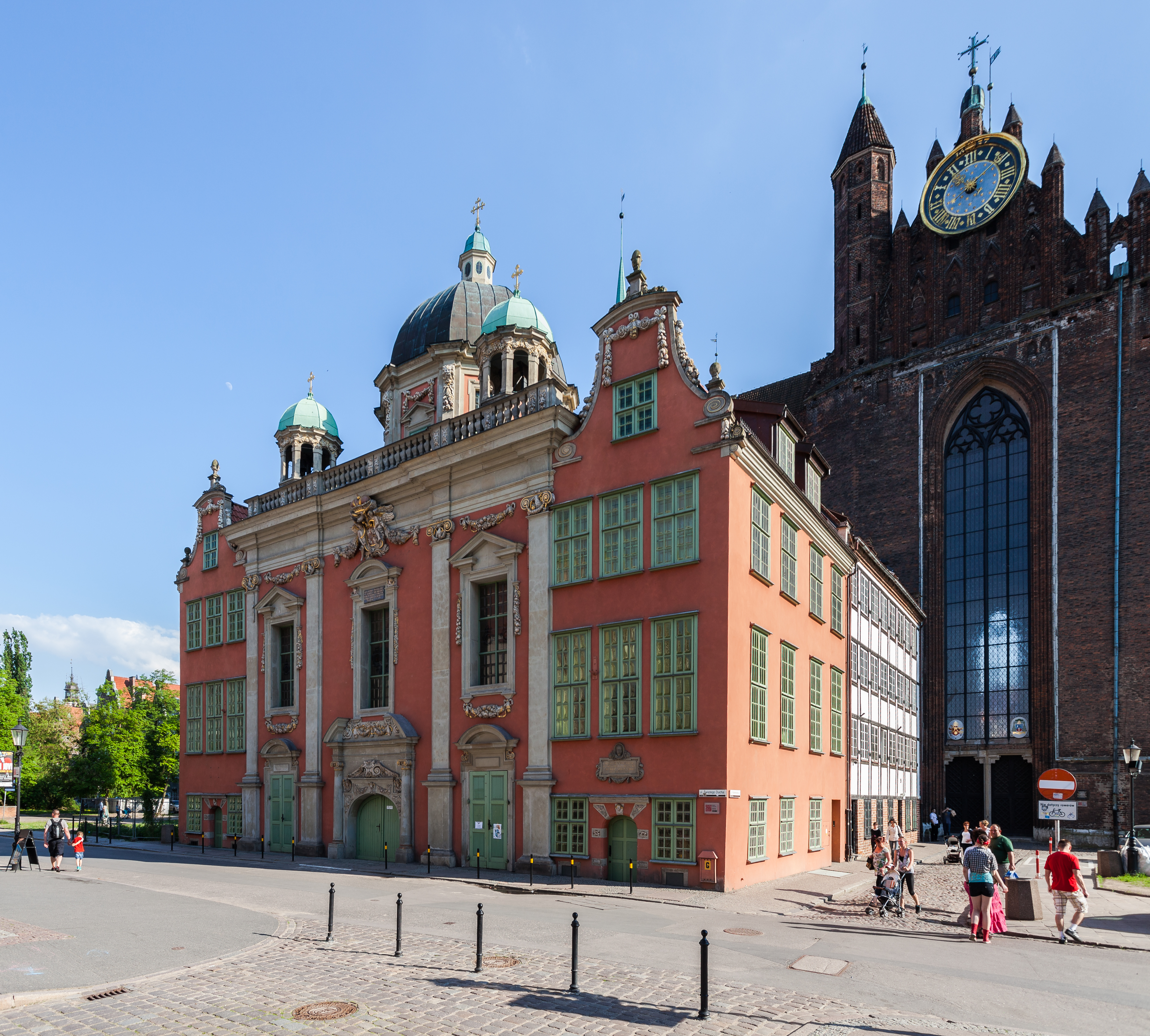
Gdańsk fue la mayor ciudad y principal puerto de Polonia en los siglos XV-XVIII.

## Era moderna
Tras unificar la región de Prusia en un único estado, se convirtió en una provincia, dividida nuevamente entre Este y Oeste. Se le incorporó también el extremo septentrional de Gran Polonia (Sępólno Krajeńskie, Złotów y Wałcz). Su población era todavía parte polaca y parte alemana, parte católica y parte Luterana (ambas divisiones superponiéndose especialmente en el oeste).
Aunque el Reino de Prusia fue miembro de la Confederación alemana de 1815 a 1866, las provincias de Posen y Prusia no formaron parte de Alemania hasta la creación del Imperio alemán en 1871 durante la unificación de Alemania.
Por el tratado de Versalles, la mayor parte de Prusia Occidental, que había pertenecido al Reino de Prusia desde las Particiones de Polonia de 1772 y al Imperio alemán fue cedida a la segunda república polaca. Danzig se convirtió en ciudad libre bajo la protección de la Liga de Naciones. Prusia, oriental, excepto Memel, recibió algunos distritos de la antigua Prusia Occidental y permaneció dentro de la República de Weimar.
Según la Conferencia de Potsdam en 1945 después de la Segunda Guerra Mundial, la parte alemana de Prusia fue repartida entre Polonia y la Unión Soviética, que repartió su parte entre la RSS Lituana y la RSFS Rusa. Warmia y Masuria pertenecen ahora a Polonia, mientras que el norte de la Prusia Oriental (menos el antiguo Memel, que es ahora la región de Klaipėda de Lituania) forma el Óblast de Kaliningrado dentro de la Federación rusa.
A partir de 1944 con el avance hacia el oeste de tropas soviéticas, la población nativa de habla germana fue reubicada o reeducada.
Hoy, su parte polaca (con Lębork y Bytów) cubre aproximadamente 45,000 km², donde viven 4,000,000 de habitantes, mientras que la parte rusa abarca 15,000 km² y tiene casi 1,000,000 de habitantes.